# Constantina, Spania
Constantina este un municipiu în provincia Sevilia, Andaluzia, Spania cu o populație de 6.928 locuitori.